# Казино (фильм, 1995)
«Казино» (англ. Casino) — эпическая криминальная драма 1995 года, пятнадцатый полнометражный фильм режиссёра Мартина Скорсезе, экранизированная Скорсезе и Николасом Пиледжи по научно-популярной книге последнего Казино: любовь и честь в Лас-Вегасе. В главных ролях снимались Роберт Де Ниро, Шэрон Стоун, Джо Пеши, Дон Риклс, Кевин Поллак и Джеймс Вудс. Фильм стал восьмой совместной работой режиссёра Скорсезе и Де Ниро.
Фильм рассказывает о Сэме «Тузе» Ротштейне (Де Ниро), американском еврее, специалисте по азартным играм, гандикапере, которого Чикагский филиал попросил наблюдать за повседневной работой казино и отелей в казино Tangiers в Лас-Вегасе. Среди других главных героев - Ники Санторо (Пеши), "состоявшийся человек" и друг Сэма, и Джинджер Маккенна (Стоун), уличная мошенница, на которой Сэм женится и у которой есть дочь. В фильме подробно рассказывается о том, как Сэм управляет казино, о трудностях, с которыми он сталкивается на работе, о причастности мафии к казино и о постепенном разрушении его связей и репутации по мере того, как Лас-Вегас меняется с годами.
Главные герои основаны на реальных людях: Сэм вдохновлён жизнью Фрэнка Розенталя, также известного как "Левша", который управлял казино Stardust, Fremont, Marina и Hacienda в Лас-Вегасе для чикагской компании с 1968 по 1981 год. Ники и Джинджер созданы по мотивам гангстера Энтони Спилотро и бывшей танцовщицы и светской львицы Джери Макги соответственно.
Фильм Казино был выпущен 22 ноября 1995 года студией Universal Pictures, получил в основном положительные отзывы критиков и имел успех в мировом прокате. Игра Стоун получила признание, принеся ей премию «Золотой глобус» за лучшую женскую роль – драма и номинацию на премию «Оскар» за лучшую женскую роль.

## Сюжет
Повествование в фильме идёт поочерёдно от лица Сэма Ротштейна (Роберт Де Ниро) и Ники Санторо (Джо Пеши).
Сэм «Туз» Ротштейн — профессиональный игрок и мастер игры на тотализаторе. Никто лучше него не умеет предсказывать результаты матчей и соревнований. Боссы мафии Среднего Запада, выкупив казино «Танжер» в Лас-Вегасе, поставили Сэма управляющим. Через короткий промежуток времени Сэм, знавший об игре всё, добился впечатляющих финансовых результатов. Он организовал систему, при которой и рядовой посетитель с несколькими сотнями долларов, и миллиардер, ставящий на круг по 10 тысяч, исправно уходили с пустыми карманами, сохранив, тем не менее, прекрасное впечатление о сервисе и атмосфере. Через некоторое время боссы направляют в Вегас Ники Санторо, рэкетира и старого друга Сэма. Ротштейн, несмотря на искреннюю привязанность к Ники, не в восторге от этого: Санторо известен своим бешенным нравом, не признает ограничений, и Сэм чувствует, что его друг развернет в городе такую активность, которая в итоге привлечет внимание и к его казино. Как показывают дальнейшие события, реальность даже превзошла опасения Ротштейна.
При этом Сэм, известный своей выдержкой игрока и хладнокровием, тоже позволяет себе неоправданный риск: он влюбляется в элитную проститутку Лас-Вегаса — Джинджер Маккену. Понимая, что она его не любит, зная о зависимости Джинджер от другого мужчины, Сэм всё равно решается жениться на ней и завести ребёнка. Более того, он вкладывает в руки Джинджер единственный ключ от двух миллионов долларов наличных в ячейке банка — ключ, обеспечивающий его свободу и безопасность, который сможет использовать только она.
Через несколько лет в личной жизни Сэма появляются огромные проблемы. Джинджер до сих пор порабощена страстью к другу юности, сутенёру и мелкому жулику Лестеру. Она постоянно порывается помогать ему, тратя деньги Сэма, чему он хочет положить конец. От обиды и неудовлетворенности Джинджер начинает пить и принимать наркотики. Сэм по-прежнему любит Джинджер, многое ей прощает, но закрывать глаза на то, что его жена готова в любой момент его предать, становится уже невозможно. Джинджер шантажирует Сэма дочерью и постоянно устраивает скандалы и истерики.
Ники вносят в чёрный список лиц, которым запрещено появляться в игорных заведениях. А, поскольку в Лас-Вегасе мало мест, так или иначе не связанных с игрой, то фактически Санторо лишён возможности появляться в городе. Не намереваясь прятаться, он ещё сильнее начинает заниматься организованной преступностью в Лас-Вегасе и вскоре у него и Сэма возникают ещё более крупные проблемы. У мафии также начинаются проблемы с ФБР. ФБР тщательно наблюдает за всеми преступниками и собирает подробные досье на членов мафии до самого верха. Между Сэмом и Ники происходит ряд серьёзных ссор. Джинджер становится любовницей Ники и просит убить Сэма, на что получает отказ — Ники не собирается убивать своего друга детства из-за проститутки. Однако вскоре о хождении на сторону начинают подозревать мафиозные боссы, но Фрэнк, правая рука Ники, не сдает своего босса (согласно с омертой такие вещи недопустимы и не прощаются).
Сэм разводится с Джинджер, сумев оставить дочь, но отдаёт бывшей жене деньги, которые обещал ей ещё до женитьбы.
В это же время ФБР, собрав достаточно информации, арестовывают одного члена мафии за другим. В суде происходят предварительные слушания над боссами мафии, после чего они совещаются прямо в зале суда и решают убрать практически всех, кто может что-либо знать и проговориться. В итоге погибает множество членов мафии от самых малых соучастников до младших боссов. Погибает и Ники (за покушение на Сэма): по приказу боссов, т.к. они не давали одобрения на устранение Сэма, Санторо и его брата до полусмерти избивают битами бывшие подчиненные, а затем заживо закапывают на кукурузном поле. Джинджер уехала в Лос-Анджелес, связалась там с наркоманами, промотала почти два миллиона долларов за два месяца и умерла от передозировки наркотиков. Машина Сэма взрывается из-за подложенной в неё бомбы, но Сэм выживает, комментируя инцидент: «У боссов насчёт меня были другие соображения». В итоге он вернулся к тому, с чего и начинал — стал играть на тотализаторе в Сан-Диего и определять победителей.

## В ролях
| Актёр            | Роль               |
| ---------------- | ------------------ |
| Роберт Де Ниро   | Сэм «Туз» Ротштейн |
| Шэрон Стоун      | Джинджер Маккена   |
| Джо Пеши         | Ники Санторо       |
| Джеймс Вудс      | Лестер Даймонд     |
| Фрэнк Винсент    | Фрэнк Марино       |
| Паскуале Каджано | Ремо Гаджи         |
| Кевин Поллак     | Филип Грин         |
| Дон Риклз        | Билли Шербент      |
| Винни Велла      | Арти Пискано       |
| Алан Кинг        | Энди Стоун         |
| Л.К. Джонс       | Пэтт Уэбб          |
| Джейн Медоуз     | играет саму себя   |

### Ведущие персонажи
Сэм Ротштейн
Другой вариант перевода прозвища на русский — Сэм «Ас» Ротстин (англ. Sam "Ace" Rothstein).
Персонаж имел реального прототипа — Фрэнка «Левшу» Розенталя, который управлял с 1970-х до начала 1980-х казино «Звёздная пыль» (Stardust), «Фримонт» и «Хасьенда», а также Арнольда Ротштейна по прозвищу «Туз», «Мозг» одного из ведущих представителей еврейской мафии в США начала 20-го века.
Роберт Де Ниро изобразил воротилу игорного бизнеса, призванного мафией наблюдать за потоком повседневных дел в вымышленном казино «Танжер» в Лас-Вегасе. Все герои фильма так или иначе проходят свой путь наверх, и свой путь вниз.
Линия Ротштейна — центральная и сюжетообразующая. Он один из немногих сумел уцелеть после чистки рядов в мафии. К концу фильма он теряет почти всё, что приобрёл, кроме дочери от Джинджер, и возвращается к тому, с чего начинал — играм на тотализаторе и ставкам на спортивные игры. Этот талант остаётся при нём.
Ники Санторо
Прототипом Ники Санторо послужил Энтони «Тони Муравей» Спилотро (англ.), головорез «Чикагского синдиката», убитый по приказу боссов в 1986 году.
Ники Санторо — рэкетир, бандит, грабитель и жестокий убийца, знает «Туза» с детства — они вместе росли в иммигрантском квартале. Изначально Ники полон уважения к Сэму, он осознаёт, что его друг обладает уникальными талантами в сфере азартных игр. Но расширение полномочий Ники вкупе с приобретением преступного авторитета и социальной значимости в Лас-Вегасе приводят к тому, что Санторо вовсе перестаёт чувствовать границы дозволенного и в итоге бесславно погибает.
Джинджер Маккена Ротштейн
Несмотря на чувства Сэма и его готовность дать Джинджер положение в обществе и обеспечить будущее, Джинджер не способна воспринимать Сэма иначе как клиента и выходит за него замуж исключительно из-за денег. Сэм в виде гарантии решает завести ребёнка, и Джинджер ещё до женитьбы рожает дочь. Однако попытка создать семью с богатым и сильным человеком проваливается, поскольку Джинджер, отягощённая зависимостью от наркотиков и алкоголя, пасует перед болезненной привязанностью к своему бывшему сутенёру Лестеру Даймонду. Более того, она ужасная мать и позволяет себе использовать дочь для шантажа своего мужа. После развода сильно пьющая и принимающая наркотики Джинджер становится лёгкой добычей для наркоманов и прочей швали, которые в течение двух месяцев вытягивают из неё почти все имеющиеся два миллиона долларов. Она умирает от передозировки наркотиков и при ней находят всего 3600 долларов.
Роль Джинджер Маккены считается одной из лучших работ Шерон Стоун. За эту роль актриса получила премию «Золотой глобус» и номинировалась на «Оскар».

### Другие персонажи
- Лестер Даймонд (Lester Diamond / James Woods) — сутенёр и мелкий мошенник, в которого влюблена Джинджер. Использует её, затем бросает.
- Билли Шерберт (Billy Sherbert / Don Rickles) — администратор казино «Танжер». Школьный друг Сэма Ротштейна, его права рука при управлении казино.
- Энди Стоун (Andy Stone / Alan King) — глава профсоюзного пенсионного фонда. По приказу «боссов» выдал из фонда Филиппу Грину $62 700 000 на казино "Танжер". Убит по решению «боссов» как потенциально опасный свидетель: не-итальянец, он мог начать давать показания.
- Филипп Грин (Philipp Green / Kevin Pollak) — глава совета директоров казино «Танжер». Выполнял приказы Энди Стоуна.
- Пэт Веб (Pat Webb / L.Q. Jones) — окружной комиссар.
- Фрэнк Марино (Frank Marino / Frank Vincent) — головорез банды Ники Санторо.
- Дон Вард (Don Ward / John Bloom) — шурин окружного комиссара Пэта Веба. Со скандалом уволен из казино Сэмом за профнепригодность.
- Римо Гаджи (Remo Gaggi / Pasquale Cajano) — глава «боссов». Прототипом персонажа послужил гангстер Нино Гаджи (7.08.1925 — 17.04.1988).
- Дженнифер Санторо (Jennifer Santoro / Melissa Prophet) — супруга Ники.
- Джон Нэнс (John Nance / Bill Allison) — курьер боссов, возил «нал» из Вегаса в Канзас. Бежал в Коста-Рику. Убит по решению «боссов» как потенциально опасный свидетель.
- Арти Пискано (Artie Piscano / Vinny Vella) — один из «боссов». Жил одним домом с мамой. В его доме происходили встречи боссов. Тайно вёл бухгалтерию доходов казино, которая позволила начать судебный процесс. Умер от сердечного приступа во время ареста.
- Доминик Санторо (Dominick Santoro / Philip Suriano) — состоял в банде своего брата. Убит вместе с Ники по решению «боссов».

## Факты
- Съёмки фильма проводились в Riviera — в одном из старейших действующих отелей-казино Лас-Вегаса, который выбрали благодаря нейтральной тематической окраске заведения[10].
- Фильм и одноимённый роман основаны на реальных событиях. К созданию истории о казино Николаса Пиледжи подтолкнула статья в газете Las Vegas Sun от 1980 года об одном из скандалов между Фрэнком Розенталем и его женой Джери Макги, бывшей стриптизёршей[11][12].
- Сцена избиения «обидчика» Сэма Ротштейна Ником Санторо в кафе напоминает расправу над Билли Батсом из предыдущего фильма Скорсезе «Славные парни». В обоих фильмах с оппонентами героев де Ниро жестоко расправляются герои в исполнении Джо Пеши.
- Сборы в кинотеатрах США составили более $42 500 000, с учётом международного проката фильм собрал свыше $116 100 000[4].

## Саундтрек
| Оценки критиков | Оценки критиков |
| Источник        | Оценка          |
| --------------- | --------------- |
| AllMusic        | [ 13 ]          |

### Диск 1
| №   | Название                       | Исполнитель               | Длительность |
| --- | ------------------------------ | ------------------------- | ------------ |
| 1.  | «Contempt — Theme De Camille»  | Жорж Делерю               | 2:31         |
| 2.  | «Angelina/Zooma, Zooma Medley» | Луи Прима                 | 4:16         |
| 3.  | «Hoochie Coochie Man»          | Мадди Уотерс              | 2:50         |
| 4.  | «I'll Take You There»          | The Staple Singers        | 4:29         |
| 5.  | «Nights in White Satin»        | The Moody Blues           | 4:27         |
| 6.  | «How High the Moon»            | Лес Пол & Мэри Форд       | 2:06         |
| 7.  | «Hurt»                         | Тими Юро                  | 2:26         |
| 8.  | «Ain’t Got No Home»            | Кларенс ''Фрогман'' Генри | 2:20         |
| 9.  | «Without You»                  | Nilsson                   | 3:20         |
| 10. | «Love Is the Drug»             | Roxy Music                | 4:07         |
| 11. | «I’m Sorry»                    | Бренда Ли                 | 2:36         |
| 12. | «Go Your Own Way»              | Fleetwood Mac             | 3:37         |
| 13. | «The Thrill Is Gone»           | Би-Би Кинг                | 5:26         |
| 14. | «Love Is Strange»              | Mickey & Sylvia           | 2:53         |
| 15. | «The 'In' Crowd»               | Рэмси Льюис               | 5:56         |
| 16. | «Stardust»                     | Hoagy Carmichael          | 3:46         |

### Диск 2
| №   | Название                                              | Исполнитель                                                                               | Длительность |
| --- | ----------------------------------------------------- | ----------------------------------------------------------------------------------------- | ------------ |
| 1.  | «Walk on the Wild Side»                               | Джимми Смит                                                                               | 5:57         |
| 2.  | «Fa-Fa-Fa-Fa-Fa (Sad Song)»                           | Отис Реддинг                                                                              | 2:40         |
| 3.  | «I Ain't Superstitious»                               | Jeff Beck Group                                                                           | 5:52         |
| 4.  | «The Glory of Love»                                   | The Velvetones                                                                            | 2:51         |
| 5.  | «(I Can't Get No) Satisfaction»                       | Devo                                                                                      | 2:38         |
| 6.  | «What a Diff'rence a Day Made»                        | Дина Вашингтон                                                                            | 2:24         |
| 7.  | «Working in the Coal Mine»                            | Ли Дорси                                                                                  | 2:43         |
| 8.  | «The House of the Rising Sun»                         | The Animals                                                                               | 4:38         |
| 9.  | «Those Were the Days»                                 | Cream                                                                                     | 2:53         |
| 10. | «Who Can I Turn To (When Nobody Needs Me)»            | Тони Беннетт                                                                              | 2:55         |
| 11. | «Slippin' and Slidin'»                                | Литл Ричард                                                                               | 2:41         |
| 12. | «You're Nobody Till Somebody Loves You»               | Дин Мартин                                                                                | 2:12         |
| 13. | «Compared to What (Live)»                             | Лес Макканн & Эдди Харрис                                                                 | 8:34         |
| 14. | «Basin Street Blues/When It's Sleepy Time Down South» | Луи Прима                                                                                 | 4:12         |
| 15. | «Страсти по Матфею»                                   | Иоганн Себастьян Бах (Чикагский симфонический оркестр под руководством сэра Георга Шолти) | 6:26         |

## Награды и номинации
- 1996 — номинация на премию «Оскар» за лучшую женскую роль (Шерон Стоун)
- 1996 — премия «Золотой глобус» за лучшую женскую роль — драма (Шерон Стоун), а также номинация за лучшую режиссёрскую работу (Мартин Скорсезе)
- 1996 — две номинации на премию канала «MTV»: лучшая женская роль (Шерон Стоун), лучший злодей (Джо Пеши)